# Elecciones generales de la República Centroafricana de 2015-2016
El 30 de diciembre de 2015 se celebraron elecciones presidenciales y legislativas en la República Centroafricana. Dado que ningún candidato presidencial recibió más del 50% de los votos, se llevó a cabo una segunda vuelta el 14 de febrero de 2016.
Las elecciones se retrasaron varias veces, ya que las elecciones originales estaban programadas para el 18 de octubre, mientras que la segunda vuelta debía celebrarse el 31 de enero de 2016.
Después de la segunda ronda de las elecciones presidenciales, el ex primer ministro Faustin-Archange Touadéra fue declarado ganador con el 63% de los votos, derrotando a Anicet-Georges Dologuélé, otro ex Primer Ministro.

## Resultados

### Elecciones presidenciales
| Candidato                          | Partido                                                 | 1ª vuelta | 1ª vuelta | 2ª vuelta | 2ª vuelta |
| Candidato                          | Partido                                                 | Votes     | %         | Votes     | %         |
| ---------------------------------- | ------------------------------------------------------- | --------- | --------- | --------- | --------- |
| Anicet-Georges Dologuélé           | Unión para la Renovación Centroafricana                 | 268,952   | 23.74     | 413,352   | 37.29     |
| Faustin-Archange Touadéra          | Independiente                                           | 215,800   | 19.05     | 695,059   | 62.71     |
| Désiré Kolingba                    | Agrupación Democrática Centroafricana                   | 136,398   | 12.04     |           |           |
| Martin Ziguélé                     | Movimiento para la Liberación del Pueblo Centroafricano | 129,474   | 11.43     |           |           |
| Jean-Serge Bokassa                 |                                                         | 68,705    | 6.06      |           |           |
| Charles-Armel Doubane              | Independiente                                           | 41,095    | 3.63      |           |           |
| Jean-Michel Mandaba                | Partido para la Gobernabilidad Democrática              | 35,458    | 3.13      |           |           |
| Sylvain Patassé-Ngakoutou          | Nuevo Impulso Centroafricano                            | 31,261    | 2.76      |           |           |
| Abdou Karim Meckassoua             | Independiente                                           | 31,052    | 2.74      |           |           |
| Gaston Mandata Nguérékata          | Partido del Renacimiento Centroafricano                 | 22,391    | 1.98      |           |           |
| Jean-Barkès Ngombe-Ketté           | Independiente                                           | 18,949    | 1.67      |           |           |
| Timoléon Baikoua                   | Independiente                                           | 17,195    | 1.52      |           |           |
| Fidèle Gouandjika                  | Independiente                                           | 15,356    | 1.36      |           |           |
| Théodore Kapou                     | Independiente                                           | 13,295    | 1.17      |           |           |
| Marcel Dimassé                     | Partido Socialista                                      | 8,791     | 0.78      |           |           |
| Guy Moskit                         | Movimiento Nacional de Solidaridad                      | 8,712     | 0.77      |           |           |
| Jean Willybiro-Sako                | Independiente                                           | 8,535     | 0.75      |           |           |
| Émile Gros Raymond Nakombo         |                                                         | 8,001     | 0.71      |           |           |
| Régina Konzi-Mongot                | Independiente                                           | 6,684     | 0.59      |           |           |
| Xavier Sylvestre Yangongo          | Independiente                                           | 6,512     | 0.57      |           |           |
| Cyriaque Gonda                     | Partido Nacional por una Nueva África Central           | 6,440     | 0.57      |           |           |
| Laurent Gomina-Pampali             | Unión Nacional para la Democracia y la Agrupación       | 5,834     | 0.51      |           |           |
| Constant Gouyomgbia Kongba Zézé    | Independiente                                           | 5,560     | 0.49      |           |           |
| Joseph Yakété                      | Foro para la Agrupación de África Central               | 5,547     | 0.49      |           |           |
| Mathias Barthélemy Morouba         | Independiente                                           | 5,156     | 0.46      |           |           |
| Théophile Sony Colé                | Unión Sindical de Trabajadores de África Central        | 3,784     | 0.33      |           |           |
| Maxime Kazagui                     | Alianza para una Nueva África Central                   | 2,886     | 0.25      |           |           |
| Jean-Baptiste Koba                 |                                                         | 2,010     | 0.18      |           |           |
| Stanislas Moussa Kembé             |                                                         | 1,706     | 0.15      |           |           |
| Olivier Gabirault                  | Independiente                                           | 1,347     | 0.12      |           |           |
| Votos nulos/en blanco              | Votos nulos/en blanco                                   | 89,370    | –         | 24,094    | –         |
| Total                              | Total                                                   | 1,132,886 | 100       | 1,153,300 | 100       |
| Votantes registrados/participación | Votantes registrados/participación                      | 1,954,433 | 57.96     | 1,954,433 | 59.01     |
| Fuente: Afrique News Info, ANERCA  |                                                         |           |           |           |           |

### Elecciones parlamentarias
| Partido | Primera vuelta | Primera vuelta | Primera vuelta | Segunda vuelta | Segunda vuelta | Segunda vuelta | Total de escaños | +/–   |
| Partido | Votos          | %              | Escaños        | Votos          | %              | Escaños        | Total de escaños | +/–   |
| --- | -------------- | -------------- | -------------- | -------------- | -------------- | -------------- | ---------------- | ----- |
| Unión Nacional por la Democracia y el Progreso                                                                                         |                |                | 5              |                |                | 8              | 13               | Nuevo |
| Unión para la Renovación Centroafricana                                                                                                |                |                | 3              |                |                | 10             | 13               | Nuevo |
| Agrupación Democrática Centroafricana                                                                                                  |                |                | 2              |                |                | 8              | 10               | +9    |
| Movimiento para la Liberación del Pueblo Centroafricano                                                                                |                |                | 3              |                |                | 6              | 9                | +8    |
| Convergencia Nacional "Kwa Na Kwa" |                |                | 3              |                |                | 4              | 7                | –54   |
| Partido Africano por una Transformación e Integración Radical del Estado                                                               |                |                | 1              |                |                | 3              | 4                | Nuevo |
| Partido para la Gobernabilidad Democrática                                                                                             |                |                | 2              |                |                | 1              | 3                | Nuevo |
| Agrupación por la República |                |                | 1              |                |                | 2              | 3                | Nuevo |
| Partido del Renacimiento Centroafricano                                                                                                |                |                | 0              |                |                | 3              | 3                | Nuevo |
| Convención Republicana por El Progreso Social                                                                                          |                |                | 1              |                |                | 1              | 2                | Nuevo |
| Movimiento por la Democracia y el Desarrollo                                                                                           |                |                | 1              |                |                | 1              | 2                | 0     |
| Partido Socialista |                |                | 1              |                |                | 0              | 1                | Nuevo |
| Unión Nacional para la Democracia y la Agrupación                                                                                      |                |                | 1              |                |                | 0              | 1                | 0     |
| Movimiento de la Solidaridad Nacional                                                                                                  |                |                | 0              |                |                | 1              | 1                | Nuevo |
| Partido de Acción para el Desarrollo                                                                                                   |                |                | 0              |                |                | 1              | 1                | –2    |
| Partido por la Democracia y la Solidaridad–Kélémba                                                                                     |                |                | 0              |                |                | 1              | 1                | Nuevo |
| Partido de Unidad Nacional |                |                | 0              |                |                | 1              | 1                | +1    |
| Candidatos independientes |                |                | 22             |                |                | 34             | 56               | +30   |
| Votos nulos/en blanco |                | –              | –              |                | –              | –              | –                | –     |
| Total |                |                | 46             |                |                | 85             | 131              | +31   |
| Votantes registrados/participación |                |                | –              | 1,225,300      |                | –              | –                | –     |
| Fuente: ANERCA Archivado el 7 de noviembre de 2020 en Wayback Machine., ANERCA Archivado el 7 de noviembre de 2020 en Wayback Machine. |                |                |                |                |                |                |                  |       |